# 民政事務專員
民政事務專員是香港特別行政區政府各區民政事務處的主管，亦是政府在各區的最高代表，屬首長級第二級的公務員職位。民政專員擔任地區管理委員會主席，直接監督區內地方行政計劃的運作。自2023年起陸續擔任各區關愛隊總指揮；2024年起兼任各區區議會主席。專員亦負責落實及統籌地區計劃的實施，確保相關部門適當跟進區議會所作出的建議，及促進區內居民參與地區事務；與社區的各階層人士保持密切的聯絡，並且向政府反映他們所關注的事務及問題；確保透過部門間的磋商及合作迅速解決地區問題；作為區議會及部門之間的橋樑。當工會、業主立案法團與居民之間有爭議時，擔當調解的角色；在緊急的情況下，協調救援服務。另外在村代表、區議會或立法會選舉時獲政府委任為當區/地區直選的選舉主任（Returning Officer）。

## 職級
民政事務專員多數由公務員的政務主任職系（AO）首長級丙級政務官出任，少數由行政主任職系（EO）高級首席行政主任出任，屬首長級薪級表第2點（D2）。基於接觸區內各個階層，民政事務專員就任後，依慣例獲委任為官守太平紳士，方便協助執行職責，民政事務專員由政府調派，不會由當區居民選舉產生，調任民政事務總署或民政事務處其他職位後，仍會保留官守太平紳士身份，直到調離總署或民政處為止。
民政事務專員是政府派駐地區的最高級官員，職級比其它各部門在地區層面的代表高，如香港警務處警區指揮官（總警司）、地政總署地政處地政專員（總產業測量師）、規劃署地區規劃處規劃專員（總城市規劃師）、社會福利署福利辦事處福利專員（首席社會工作主任）等，以上職級均屬於首長級薪級表第1點，因此必要時可協同不同部門合作。

## 沿革
1968年香港政府參考新界實行的理民府理民官（District Officer）制度，將港九市區劃分為10個區，即西區、中區、灣仔區、東區、深水埗區、旺角區、油尖區、九龍城區、黃大仙區與觀塘區，實行民政主任計劃，每區設民政署 （City District Office），以市區民政主任（City District Officer）為首長。1982年10月1日地方行政計劃正式實施，理民官及民政主任統一稱為政務專員（英文則為District Officer）；1997年7月中文名稱再改為民政事務專員。

## 爭議
2019年香港區議會選舉後，由於民主派得到18區區議會大多數民選議席，令到民主派成功控制多區區議會。其後民主派在區議會會議上提出與民生事務並無相關動議或非地區層面可解決的政治議案，遭到多區的民政事務專員阻撓或反對，令議案或會議無法順利通過，因此遭部分市民及區議員質疑身為首長級公務員的民政事務專員有否盡忠職守。同時自2016年香港立法會選舉起，民政事務專員以選舉主任身份多次取消部分人士參選的資格，部分輿論認為這些是政治決定，受政府高層所影響。
2023年8月底，時任黃大仙民政事務專員黃智華獲黃大仙地區團體設500人，花費17萬元的晚宴歡送事件，及北區民政事務專員莊永桓獲鄉紳筵開數十席作歡送晚宴事件，引起建制派及政府爭議。民政及青年事務局局長麥美娟希望地區人士日後「唔使破費，唔使客氣」。民政事務總署指晚宴不涉及任何公帑，與過往區內歡送民政專員晚宴規模相若。

## 各區民政事務專員
| 地方行政區 | 民政事務專員 | 職系及職級                            | 履新日期       | 參考資料 |
| ---------- | ------------ | ------------------------------------- | -------------- | -------- |
| 中西區     | 鄭建瑩       | 首長級丙級政務官 （首長級薪級第二級） | 2025年2月13日  | [ 9 ]    |
| 東區       | 黎旨軒       | 首長級丙級政務官 （首長級薪級第二級） | 2025年4月22日  | [ 10 ]   |
| 南區       | 張佩珊       | 首長級丙級政務官 （首長級薪級第二級） | 2025年3月10日  | [ 11 ]   |
| 灣仔區     | 張雁伶       | 首長級丙級政務官 （首長級薪級第二級） | 2023年1月9日   | [ 12 ]   |
| 九龍城區   | 蔣志豪       | 首長級丙級政務官 （首長級薪級第二級） | 2025年1月25日  | [ 13 ]   |
| 觀塘區     | 何立基       | 首長級丙級政務官 （首長級薪級第二級） | 2023年10月3日  | [ 14 ]   |
| 黃大仙區   | 胡鉅華       | 首長級丙級政務官 （首長級薪級第二級） | 2023年9月3日   | [ 15 ]   |
| 深水埗區   | 王浩宇       | 首長級丙級政務官 （首長級薪級第二級） | 2025年6月20日  | [ 16 ]   |
| 油尖旺區   | 余健強       | 首長級丙級政務官 （首長級薪級第二級） | 2020年3月18日  | [ 17 ]   |
| 葵青區     | 梁乘龍       | 首長級丙級政務官 （首長級薪級第二級） | 2025年8月11日  | [ 18 ]   |
| 北區       | 卓穎然       | 首長級丙級政務官 （首長級薪級第二級） | 2025年7月21日  | [ 19 ]   |
| 西貢區     | 馬瓊芬       | 首長級丙級政務官 （首長級薪級第二級） | 2023年10月16日 | [ 20 ]   |
| 沙田區     | 余懷誠       | 首長級丙級政務官 （首長級薪級第二級） | 2023年8月25日  | [ 21 ]   |
| 大埔區     | 陳巧敏       | 首長級丙級政務官 （首長級薪級第二級） | 2018年10月25日 | [ 22 ]   |
| 荃灣區     | 區家盛       | 首長級丙級政務官 （首長級薪級第二級） | 2021年11月29日 | [ 23 ]   |
| 屯門區     | 關可臨       | 首長級丙級政務官 （首長級薪級第二級） | 2023年6月26日  | [ 24 ]   |
| 元朗區     | 胡天祐       | 首長級丙級政務官 （首長級薪級第二級） | 2021年4月29日  | [ 25 ]   |
| 離島區     | 楊蕙心       | 首長級丙級政務官 （首長級薪級第二級） | 2020年7月18日  | [ 26 ]   |